# 23e division d'infanterie (France)
Pour les articles homonymes, voir 23e division.
La 23e division d'infanterie est une division d'infanterie de l'armée de terre française qui a participé à la Première Guerre mondiale et à la Seconde Guerre mondiale.
Au cours de la Première Guerre mondiale, elle est rattachée au 12e corps d'armée et participe à la plupart des affrontements sur le front de l'Ouest jusqu'en 1917. À partir de novembre 1917, la 23e division est transférée sur le front italien où elle combattra jusqu'à la fin du conflit.
Elle combat ensuite pendant la Seconde Guerre mondiale, jusqu'à sa dissolution après la bataille de France de mai-juin 1940. Recréé à partir d'éléments FFI en mars 1945, elle est finalement dissoute en novembre 1945.

## Les chefs de la23edivision d’infanterie
- 15 octobre 1883 - 5 avril 1884 : Général Villette

- 26 avril 1884 - 28 décembre 1886 : Général Lanty

- 11 janvier 1887 - 7 février 1889 : Général de Moncets
- 16 février 1889 - 17 mai 1889 : Général Millot
- 24 mai 1889 - 21 avril 1893 : Général Renaud
- 25 avril 1893 - 15 mai 1895 : Général Pesme
- 18 mai 1895 - 25 août 1897 : Général de Sesmaisons
- 1er septembre 1897 - 26 février 1903 : Général de Chauvenet

- 9 avril 1903 - 31 octobre 1909 : Général de Mierry

- 23 décembre 1909 - 18 juin 1912 : Général Lacroisade
- 22 juin 1912 - 22 août 1914 : Général Leblond
- 22 - 27 août 1914 : Général Bapst
- 27 août 1914 - 10 janvier 1915 : Général Masnou
- 10 janvier - 30 mai 1915 : Général Arlabosse
- 30 mai 1915 - 9 mai 1919 : Général Bonfait
- 9 mai 1919 - 21 juin 1919 : Général Lebouc

- 21 avril 1920 - 1er octobre 1921 : Général Ragueneau

- 1er juillet 1930 - 10 mars 1931 : Général Putois

- 25 décembre 1934 : Général Michelin
- 30 novembre 1936 : Général Misserey
- 25 avril 1939 - 1er juillet 1940 : Général Jeannel

- 13 mars 1945 - 19 novembre 1945 : Général d'Anselme

## La Première Guerre mondiale

### Composition au cours de la guerre
Affectation organique : 12e corps d’armée, d’août 1914 à novembre 1918
- 21e régiment d’artillerie de campagne d’août 1914 à novembre 1918
- 63e régiment d’infanterie d’août 1914 à février 1917
- 78e régiment d’infanterie d’août 1914 à novembre 1918
- 107e régiment d’infanterie d’août 1914 à novembre 1918
- 133e régiment d’infanterie de juin à septembre 1917
- 138e régiment d’infanterie d’août 1914 à novembre 1918
- Un bataillon du 109e régiment d’infanterie territoriale d'août à novembre 1918

### Historique

#### 1914
- 2 août : Mobilisée dans la 12e Région.

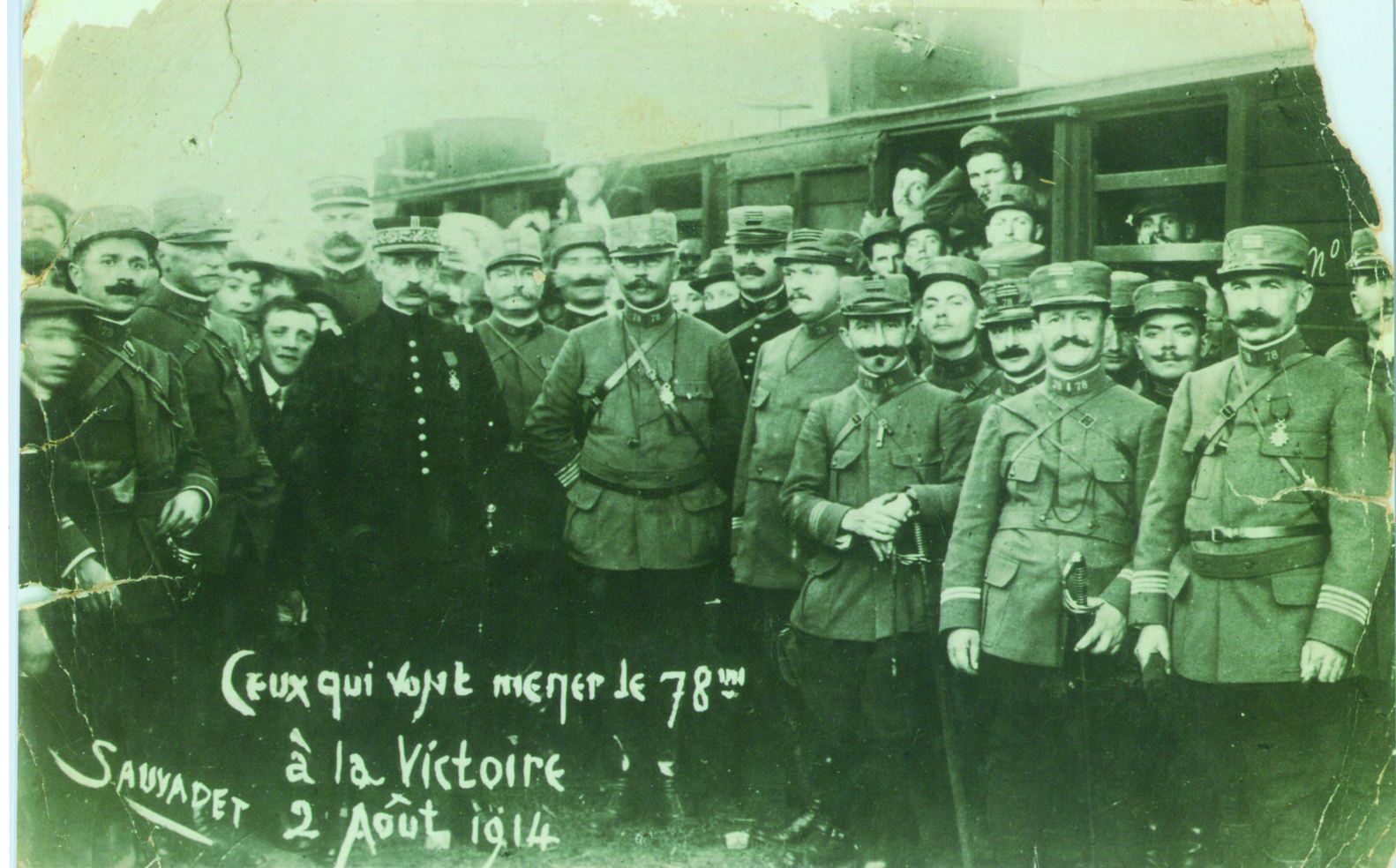
Départ de Limoges du de la, le 2/8/1914.

- 6 – 11 août : Transport par voie ferrée au nord de Sainte-Menehould.
- 11 – 23 août : Mouvement vers le nord, par Varennes et Stenay, en direction de Neufchâteau :

21 août, combat vers Izel.
22 août, engagée dans la Bataille des Ardennes : combats vers Menugoutte.
- 23 août – 7 septembre : Repli par Florenville, sur Pouilly.

26 août, arrêt derrière la Meuse, dans la région de Beaumont
27 et 28 août, combats vers Beaumont (Bataille de la Meuse)
À partir du 29, repli sur Quatre-Champs ; puis, le 31, offensive vers le nord, en direction de Neuville-Day : combats dans la région de Voncq.
À partir du 1er septembre, continuation du repli, par Challerange, Tahure et Vitry-le-François, jusque dans la région de Margerie-Hancourt (éléments transportés par V.F.), de Vitry-le-François, dans la région de Braux-le-Grand).
- 7 – 13 septembre : Engagée dans la  1re Bataille de la Marne.

7 au 11, Bataille de Vitry : mouvement vers Saint-Ouen et combats dans la région Sompuis, Humbauville.
À partir du 11, poursuite, par Vésigneul-sur-Coole, Ablancourt et Herpont, jusque vers Minaucourt.
- 13 – 18 septembre : Stationnement vers Laval et Somme-Suippe : le 17, éléments engagés dans l’attaque sur Perthes-lès-Hurlus.
- 18 septembre  – 1er octobre : Mouvement, par Verzenay, vers Reims et Saint-Léonard.

À partir du 23 septembre, violentes attaques françaises, en direction du massif de Berru, vers Cernay-lès-Reims et vers le fort de la Pompelle, puis stabilisation et occupation d’un secteur dans cette région.
- 1er octobre 1914 – 25 mars 1915 : Retrait du front, mouvement vers Jonchery-sur-Suippe et à partir du 3 octobre, occupation d’un secteur dans la région la ferme des Wacques, la Suippe, étendu à gauche, le 17 octobre, jusqu’au nord de Baconnes[1]: 12, 30 octobre et 25 novembre, attaques françaises au nord de Saint-Hilaire-le-Grand.

Engagée dans la 1re Bataille de Champagne.
21 décembre, violentes attaques françaises au nord-est de Saint-Hilaire-le-Grand et réduction du front, à gauche, jusqu’à la Suippe.

#### 1915
- 25 mars – 2 avril : Retrait du front ; repos vers Marson. À partir du 29 mars, transport par V.F. de la région de Vitry-le-François, au nord de Domèvre-en-Haye.
- 2 avril – 10 juin : Mouvement vers le front.

À partir du 3 avril, engagée dans la 1re Bataille de la Woëvre : attaques françaises vers Regniéville, Remenauville et Fey-en-Haye ; puis, occupation d’un secteur vers Fey-en-Haye et Regniéville-en-Haye.
À partir du 10 mai, occupation d’un nouveau secteur entre le bois de Mort Mare et Regniéville-en-Haye, étendu à droite, le 28 mai, jusque vers Fey-en-Haye.
- 10 juin – 21 juillet : Retrait du front et repos vers Toul.

À partir du 15 juin, transport par V.F., dans la région d’Amiens ; repos dans celle de Rubempré. Puis, le 19 juillet, transport par camions vers le Souich.
- 21 juillet 1915 – 11 mars 1916 : Mouvement vers le front et, à partir du 26 juillet, occupation d’un secteur entre le nord de Roclincourt et le nord d’Ecurie (guerre de mines). Engagée, à partir du 25 septembre, dans la  bataille d'Artois : violents combats vers Ecurie et vers le Labyrinthe ; puis occupation d’un secteur dans cette région :

19 décembre, extension du front, à gauche, jusqu’au sud de Neuville-Saint-Vaast.
23 au 27 janvier 1916, attaques allemandes.

#### 1916
- 11 – 30 mars : Retrait du front et transport par V.F. dans la région de Montdidier : repos.
- 30 mars – 24 juin : Transport par V.F. vers Ligny-en-Barrois, puis transport par camions à Verdun. À partir du 6 avril, engagée dans la Bataille de Verdun, entre la Meuse et le bois d’Haudromont :

9 avril et les jours suivants, combats au ravin de la Dame et aux carrières d’Haudromont.
17 avril, attaques allemandes.
21 mai, attaque française.
25 mai, attaque allemande.
- 24 juin – 6 juillet : Retrait du front et regroupement vers Saint-Dizier. À partir du 28 juin, transport par V.F. dans la région d’Épernay et repos dans celle de Fère-en-Tardenois.
- 6 – 22 juillet : Transport par camions vers Soissons, à partir du 10 juillet, occupation d’un secteur vers Soissons et Pernant[3].
- 22 juillet – 23 septembre : Mouvement de rocade et occupation d’un secteur vers Troyon et Soupir.
- 23 septembre – 20 octobre : Retrait du front ; repos et instruction vers Ville-en-Tardenois.
- 20 octobre – 6 novembre : Mouvement vers Crépy-en-Valois. À partir du 2 novembre, transport par V.F. dans la région du Thézy-Glimont ; repos.
- 6 novembre 1916 – 20 janvier 1917 : Mouvement vers le front, et, à partir du 12 novembre, occupation d’un secteur vers la Maisonnette et le sud de Cléry-sur-Somme[4].

#### 1917
- 20 – 30 janvier : Retrait du front ; repos vers Villers-Bretonneux. À partir du 25 janvier, transport par V.F., de Boves, dans la région de Courtisols ; repos.
- 30 janvier – 25 juillet : Mouvement vers le front ; occupation d’un secteur vers la cote 193 et le chemin de Souain à Sainte-Marie-à-Py : actions offensives locales vers la ferme Navarin.
- 25 juillet – 12 août : Retrait du front et repos vers Champigneul-Champagne.
- 12 août – 9 octobre : Mouvement vers le front et occupation d’un secteur vers la cote 193 et le chemin de Souain à Sainte-Marie-à-Py.
- 9 octobre – 11 novembre : Retrait du front ; repos vers Ville-en-Tardenois.
- 11 novembre 1917– 25 janvier 1918 : Transport par V.F. en Italie. À partir du 20 novembre, repos et instruction dans la région de Bussolengo, puis le 3 décembre, dans celle de Vicence, de Sovizzo et de Malo ; travaux, repos et instruction.

#### 1918
- 25 janvier – 15 mars : Mouvement vers le front, puis occupation d’un secteur au monte Tomba et vers le Piave.
- 15 mars – 27 avril : Retrait du front ; repos et instruction vers San Giorgio in Bosco, puis, à partir du 22 mars, dans la région sud de Barbarano Vicentino, enfin, à partir du 5 avril, vers Villalta.
- 27 avril – 23 juin : Mouvement vers le front et occupation d’un secteur, sur le plateau d’Asiago, vers Capitello-Pennar : le 15 juin, offensive autrichienne du Piave repoussée.
- 23 juin – 9 août : Retrait du front, stationnement vers Povolaro.
- 9 août – 27 septembre : Mouvement vers le front et occupation d’un secteur, sur le plateau d’Asiago, vers Capitello-Pennar : nombreux coups de main.
- 27 septembre – 21 octobre : Retrait du front ; repos vers Povolaro et à partir du 9 octobre, vers Riese.
- 21 octobre – 4 novembre : Mouvement vers le front. Engagée à partir du 25 octobre, dans la 3e offensive du Piave, franchi le 26, à Pederobba : poursuite à l’est du fleuve, par Cavrera et Villapajera.
- 4 novembre : Armistice avec l’Autriche-Hongrie. À partir du 6 novembre, stationnement dans la région d’Asolo.

### Rattachement
Affectation organique : 12e corps d'armée d'août 1914 à novembre 1918.
- 1re armée

30 mars - 15 juin 1915
29 octobre - 2 novembre 1916
- 2e armée

15 juin - 19 juillet 1915
30 mars - 28 juin 1916
- 3e armée

22 - 29 octobre 1916
- 4e armée

2 août - 19 septembre 1914
7 octobre 1914 - 30 mars 1915
25 janvier - 11 octobre 1917
- 5e armée

28 juin - 22 octobre 1916
- 6e armée

2 - 11 novembre 1916
- 9e armée

21 septembre - 7 octobre 1914
- 10e armée

19 juillet 1915 - 30 mars 1916
11 novembre 1916 - 25 janvier 1917
11 octobre 1917 - 11 novembre 1918

## L’entre-deux-guerres

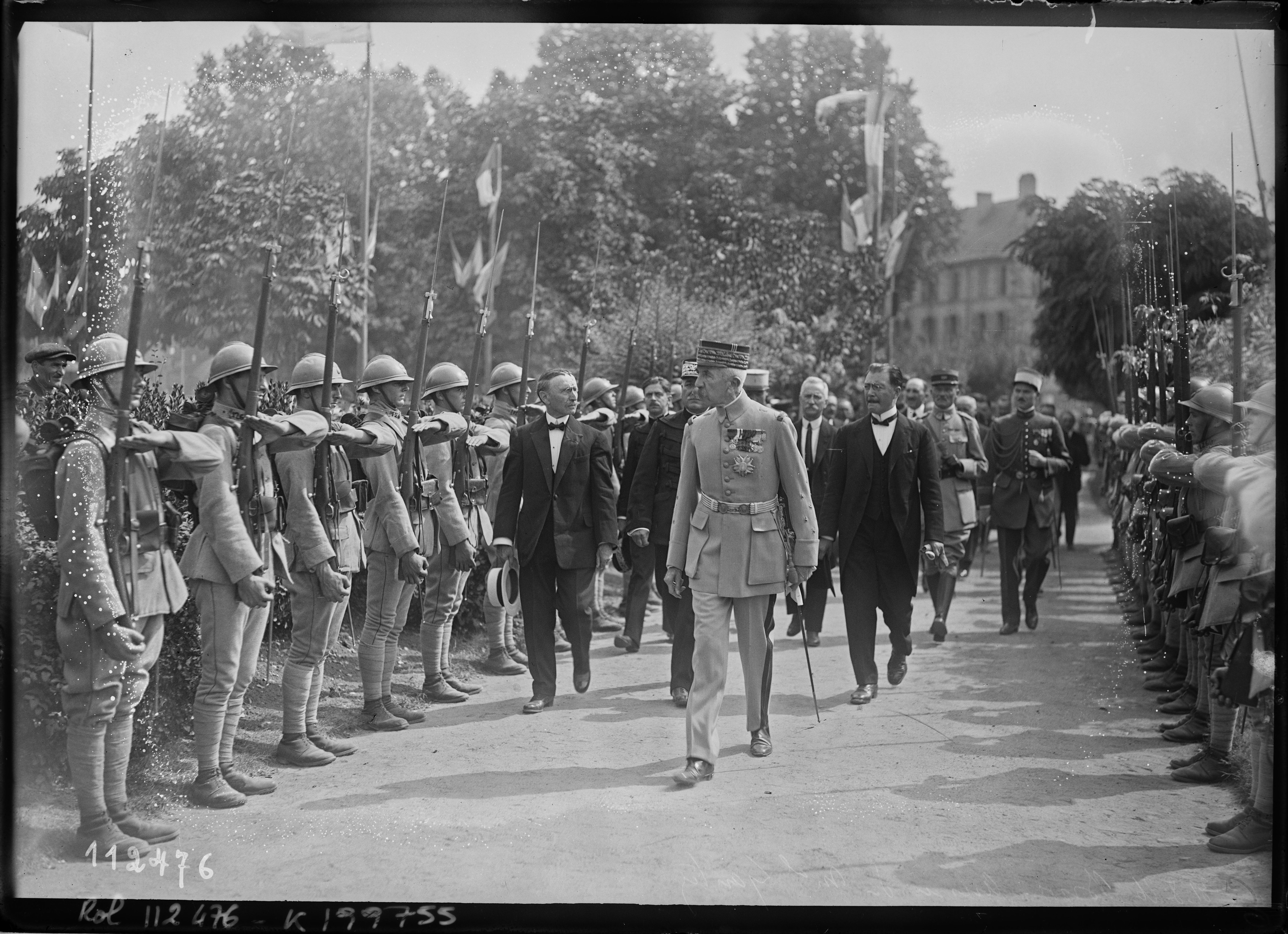
Le maréchal Lyautey passe en revue une garde d'honneur du de la à Brive-la-Gaillarde le 31/8/1926.

La division reste active dans l'entre-deux-guerres. Son état-major se trouve à Limoges. En août 1939, avant la mobilisation, elle est constituée des régiments suivants :
- 32e régiment d'infanterie de Tours,
- 107e régiment d'infanterie d'Angoulême et Limoges,
- 126e régiment d'infanterie de Brive,
- 41e régiment d'artillerie divisionnaire d'Angoulême et Périgueux.

## La Seconde Guerre mondiale

### Composition
À cette date, la 23e division d'infanterie se compose de :
- 32e régiment d'infanterie
- 107e régiment d'infanterie
- 126e régiment d'infanterie
- 41e régiment d'artillerie divisionnaire
- 241e régiment d'artillerie lourde divisionnaire
- 18e groupe de reconnaissance de division d'infanterie (GRDI)
- et tous les services (Sapeurs mineurs, télégraphique, compagnie auto de transport, groupe sanitaire divisionnaire, groupe d'exploitation etc.)

### Historique
La 23e DI est sous les ordres du général Jeannel à partir de la mobilisation. AU moment de l'attaque allemande du 10 mai 1940, elle est rattachée à la réserve du GQG.

## Mars-Novembre 1945
Le 13 mars 1945 est créée la division FFI de Gironde, qui est déployée sur le front de l'Atlantique face aux poches de résistance allemandes. Elle est renommée division de marche d'Anselme le 24 avril puis 23e division d'infanterie le 15 mai 1945.
La division est dissoute, selon les sources, en octobre 1945 ou le 30 novembre 1945 alors qu'elle est en occupation en Allemagne.
À cette date, la 23e division d'infanterie se compose de :
- 6e régiment d'infanterie[11]
- 50e régiment d'infanterie
- 158e régiment d'infanterie
- 12e régiment d'artillerie
- 18e régiment de chasseurs à cheval